# Cabo Alexander

Mapa dos extremos da Gronelândia

O cabo Alexander (em groenlandês/gronelandês:  Ullersuaq, Uvdlerssuak  ou Sarfalik, em dinamarquês:  Kap Alexander) é um cabo que constitui o ponto mais ocidental da Gronelândia.